# سولیکو شوشانیان
سولیکو شاهنی شوشانیان (ارمنی: Սուլիկո Շահենի Շուշանյան؛  زادهٔ ۲۵ ژانویهٔ ۱۹۵۳) سیاستمدار اهل ارمنستان است.

## زندگی‌نامه
وی در ۲۵ ژانویهٔ ۱۹۵۳ ‏در آرتسواشن به دنیا آمد . همچنین برندهٔ جوایزی همچون نشان آنانیا شیراکاتسی (۲۰۰۸) شده است.

## یادداشت
1. ↑  Երևանի Ռադիոէլեկտրակապի տեխնիկ